# ジヒドロオロターゼ
ジヒドロオロターゼ(Dihydroorotase、EC 3.5.2.3)は、カルバモイルアスパラギン酸を4,5-ジヒドロオロト酸に変換する酵素である。カルバモイルリン酸シンターゼとアスパラギン酸トランスカルバミラーゼの2つの機能を持つ酵素である。